# لوکونت دو لیل
شارل ماری رنه لوکونت دو لیل (به فرانسوی: Charles Marie René Leconte de Lisle) شاعر قرن نوزدهم میلادی اهل فرانسه است.